# Tetrinet
O TetriNET é uma versão multiplayer de até 6 pessoas do jogo Tetris criado pelo norte-americano St0rmCat no fim da década de 90. O diferencial do TetriNET são os blocos especiais, que podem ser usados tanto para ataque quanto para defesa e também a possibilidade de se poder jogar em time.

## O Jogo
O jogo é muito parecido com o tetris clássico do GameBoy, porém a cada linha que se faz no jogo, um bloco especial - chamado de Cookie - aparece aleatóriamente no lugar de um bloco normal. Para se 'capturar' o cookie, deve-se limpar a linha em que o cookie está localizado. Quando um jogador obtem um ou mais cookies ao limpar linhas, esses são armazenados aleatóriamente no inventário do jogador.
Ao se capturar cookies, o jogador pode atacar quaisquer adversários que escolher. Os cookies são:
- a : Add Line - Adiciona uma linha ao alvo.
- c : Clear Line - Remove uma linha do alvo.
- b : Clear Special Blocks - Limpa todos os cookies do campo do alvo.
- r : Random Blocks Clear - Remove blocos aleatórios do campo do alvo.
- o : Block Bomb - Faz com que qualquer O que fizer parte do campo do alvo exploda os blocos ao seu redor.
- q : Blockquake - Faz com que os blocos do alvo se misturem de maneira aleatória, causando um 'terremoto'.
- g : Block Gravity - Faz com que os blocos do campo sofram a ação da gravidade e se juntem, eliminando os buracos do jogo.
- s : Switch Fields - Troca de campo com o alvo.
- n : Nuke Field - Limpa o campo do alvo.

O jogo é ganho por aquele que for o último a estar jogando.

### Comunidades
- TetriNET BR
- TetriNET.us - comunidade TetriNET americana
- TetriNET.de - comunidade TetriNET alemã
- TetriNET.fr - comunidade TetriNET francesa
- TetriNET.ru - comunidade TetriNET russa
- TetriNET.no - recursos TetriNET
- Supa-Cup - torneios TetriNET (internacional)

### Servidores (Listas)
- Updated list of TetriNET and Blocktrix servers
- TetriNET Servers Listing, with activity graphs and detailed information

### Clientes
- Blocktrix - advanced Windows client
- aTwin - open source client for Windows
- GTetrinet - open source client for Linux
- Tetrinet Aqua - open source client for Mac OS X original site (offline), Tetrinet Aqua download mirror
- BeNetTris - freeware client for BeOS

### Servidores (Downloads)
- Jetrix - open source server in Java
- Tetrinetx - open source server in C
- Ptns - open source server in Perl
- PyTrinet - open source server in Python